# Румен Статков
Румен Статков е български художник.

## Биография и творчество
Роден е на 23 април 1961 г. в гр. Бургас. Учи в Художествената гимназия в София, а след това и в Художествената академия в София. Има повече от 40 самостоятелни изложби в цялата страна и чужбина. 
Автор е на графичния цикъл „Послание към света“, включващ 33 оригинални творби, работени в продължение на 7 години.
Рисува графика, пастел, акварел, молив и маслени бои.